# Mooroolbark Soccer Club
Mooroolbark Soccer Club (założony jako Mooroolbark United)  – australijski klub piłkarski z siedzibą w dzielnicy Mooroolbark w Melbourne. Klub obecnie występuje w lidze Victoria Provisional League 1 South-East.

## Historia
Mooroolbark Soccer Club został założony w 1962 roku pod nazwą Mooroolbark United, rozgrywając swoje mecze początkowo na Hookey Reserve. W 1964 roku klub dołączył do rozgrywek Victorian Metropolitan League 4th Division (VML4thD). Inauguracyjny sezon zespół zakończył na 9 pozycji. W 1969 roku klub wywalczył mistrzostwo ligi VML4thD i awansował do Victorian Metropolitan League 3rd Division (VML3rdD). W pierwszym sezonie w VML3rdD wywalczył mistrzostwo i awansował do wyższego poziomu rozgrywek Victorian Metropolitan League 2nd Division w 1970 roku. W 1971 roku uzyskał awans do Victorian Metropolitan League 1st Division, zdobywając mistrzostwo tej ligi w 1973 roku i tym samym awansując do najwyższej ligi stanu Wiktoria tj. Victorian State League.
W Victorian State League  zespół występował w latach 1974 – 1976. W 1976 roku Mooroolbark United uzyskał awans do krajowej ligi National Soccer League (NSL). Debiut w rozgrywkach krajowych miał miejsce 3 kwietnia 1977 roku w przegranym, wyjazdowym spotkaniu z Western Suburbs 0:5. W NSL zespół występował tylko przez jeden sezon (1977) zajmując ostatnie miejsce w lidze i został zdegradowany do Victorian Metropolitan League 2nd Division.
W 1978 roku klub zmienił nazwę z Mooroolbark United na Mooroolbark Soccer Club. Mooroolbark Soccer Club ponownie wystąpił w najwyższej lidze stanu Wiktoria dopiero w 1990 roku, w której występował do 1991 roku. Po tym sezonie zespół spad najpierw do Victorian State League 1st Division, a  następnie od 1993 do 1998 roku występował w Victorian State League 2nd Division. Po spadku w 1998 roku klub przez dwa kolejna lata grał Victorian State League 3rd Division (VSL3rdD). Kolejna degradacja w 2000 roku spowodowała, że zespół zaczął występować w rozgrywkach Victorian Provisional 1st Division South-East. Awans Mooroolbark do VSL3rdD uzyskał dopiero w 2004 roku. Ponowna degradacja do Victorian Provisional 1st Division South-East nastąpiła w 2007 roku, od tego czasu klub nieprzerwanie występuje w tej lidze..
Od 2003 roku istnieje sekcja kobiet, która występuje w 	Victorian State League Division 2 Sth-East.

## Sukcesy
- Mistrzostwo Victorian Metropolitan League 4th Division: 1969,
- Mistrzostwo Victorian Metropolitan League 3rd Division: 1970,
- Mistrzostwo Victorian Metropolitan League 1st Division: 1973,
- Mistrzostwo Victorian League 3rd Division: 1986,
- Mistrzostwo Victorian League 1st Division: 1989.

## Rekordy[4]
- Najwyższa wygrana: Mooroolbark Soccer Club 13:0 Rowville Eagles (6 września 2008)
- Najwyższa przegrana: Adelaide City 10:3 Mooroolbark United (5 września 1977, NSL)